# Ливаро (сыр)
Ливаро́ — мягкий сыр из коровьего молока, производимый в Нижней Нормандии.

## История
Ливаро — один из самых известных и древних сыров, которые делают в Нормандии, в местности Пэи д'Ож (департаменты Кальвадос, Орн и Эр). Известен с XVII века. В конце XIX века Ливаро был самым распространённым сыром в этом районе, его даже называли мясом бедняков. В настоящее время Ливаро — более элитный продукт.
Сыр приобрёл статус контролируемого по месту происхождения (AOC) в 1975 году.

## Изготовление и особенности
Сыр производится из молока коров нормандской породы; сезон изготовления — от весны до осени. Выдержка — от трёх недель до двух месяцев; пока сыр зреет, его регулярно переворачивают и обмывают рассолом.
Интересной особенностью Ливаро является то, что сырную головку обматывают пятью полосками из высушенных листьев рогоза, который в большом количестве произрастает в Пэи д’Ож. Изначально это делалось для того, чтобы сыр не оседал во время созревания. Пять полос соответствуют во Франции званию полковника (как в России три звёздочки), поэтому в народе Ливаро зовут «полковник».
В наши дни при изготовлении Ливаро промышленным способом ленты из рогоза заменяют полосками из зелёной бумаги. Однако традиционное производство по-прежнему использует высушенные листья.
Ещё одна особенность Ливаро — его насыщенный цвет. Во время созревания сыр окрашивают в красновато-оранжевый цвет специальным натуральным красителем, который получают из растения аннато, произрастающего в Южной Америке. Аннато также используется при изготовлении таких сыров, как Мимолет, Чеддер и др.; он придаёт сырной корочке тёплый коричневатый цвет, благодаря которому Ливаро сразу узнаётся среди множества сыров.
Мякоть Ливаро жёлто-оранжевого цвета. Сыр отличается насыщенным вкусом; его острота и пахучесть зависят от срока созревания (чем больше — тем сильнее). Любители предпочитают выдержанный и пахучий Ливаро. Он мягкий на ощупь, но его мякоть не должна растекаться. Она тает во рту и оставляет острое послевкусие.

## Употребление
Ливаро подаётся как отдельное блюдо в конце трапезы. Сочетается с красными винами, кальвадосом и сидром.